# Bassari
Bassari là những người sống tại  Sénégal, Ghana, Gambia, Guinea và Guinea-Bissau. Dân số của người Bassari ước tính từ 10.000 đến 30.000 người, hầu hết tập trung tại biên giới Sénégal-Guinea, tây nam Kédougou của vùng Kédougou. Khu vực của những người Bassari được gọi là Pays Bassari hoặc liyan trong tiếng Bassari.
Họ cũng nói tiếng Senegambian. Hầu hết là theo thuyết vật linh cùng một lượng thiểu số đáng kể là Kitô hữu (cả Công giáo và Tin lành) và rất ít người theo Hồi giáo. Họ có quan hệ chặt chẽ với những người Fula, tập trung tại địa phương ở cao nguyên Fouta Djallon.
Về kinh tế, hầu hết họ là những nông dân theo phương thức tự cung tự cấp gồm trồng lúa, ngô, kê, đậu và hạt fonio. Họ cũng di cư đến các thành phố và thị trấn của Sénégal và Guinea vào mùa khô để tìm kiếm công việc lao động, sử dụng tiền kiếm được để mua thiết bị gia dụng, quần áo và các vật dụng cần thiết khác.
Vị thần chính trong văn hóa của người Bassari là thần sáng tạo Unumbotte.